# Eupithecia crenata
Eupithecia crenata là một loài bướm đêm trong họ Geometridae.